# InZOI
InZOI (стилізовано як inZOI) — відеогра, симулятор життя, розроблена inZOI Studio та видана Krafton у ранньому доступі для Windows 28 березня 2025 року. Гра заявлена як конкурентка The Sims 4.

## Ігровий процес
InZOI пропонує керувати створеним персонажем (Zoi) і його життям: забезпечувати повсякденні потреби, спілкуватися з іншими персонажами, вчити, будувати кар’єру, стосунки, родину, облаштовувати житло. При створенні персонажа задаються вік, ім'я, зовнішність, одяг. Є вісім потреб: їжа, гігієна, чистота, розваги, спілкування, енергія, сон і визнання. Персонажі можуть здійснювати різні вчинки, включно зі злочинами, але в грі діє система карми, що впливає на ставлення інших персонажів. Деякі рутинні справи (як доїзд автомобілем з одного місця до іншого) можна пропускати. Zoi повинні ходити на роботу. В ранньому доступні є 4 професії: пожежник, співак, продавець і кухар. Гра не ставить конкретних кінцевих цілей, але загалом мета полягає в тому, щоб зробити життя свого Zoi якомога успішнішим.
У ранньому доступі доступні InZOI однокористувацька, але планується додати багатокористувацькі можливості. Є три світи: Dowon, щільно забудований світ, натхненний Сеулом; Bliss Bay, світ, натхненний Лос-Анджелесом; і Cahaya, світ, натхненний індонезійськими курортами. Частина об'єктів і погода відкриті для налаштувань самими гравцями. Деякі предмети в грі (як меблі) можна відтворити з фото реального світу.
Гравці вільні ділитися своїми творіннями та знаходити нові за допомогою внутрішньоігрового інструмента «Полотно». InZOI також постачатиметься з плагінами для легкого створення модів.

## Розробка
InZOI розробляється корейським видавцем ігор Krafton. Продюсером і режисером inZOI є Хенджун «Кджун» Кім. Гра розроблена з використанням рушія Unreal Engine 5. Розробка inZOI почалася на початку 2023 року. Команда розробників гри складалася з ветеранів індустрії, відомих своєю роботою над відомими іграми-симуляторами. Команда прагнула інтегрувати передові алгоритми штучного інтелекту, які керують поведінкою персонажів, роблячи поведінку кожного Zoi максимально реалістичною.
Деякі об'єкти в грі — це оцифровані шляхом тривимірного сканування реальні об'єкти. Для створення таких ресурсів, як текстури тканин, застосовувався штучний інтелект.
Важливий аспект розробки гри зосереджений на інструменті «полотна» — інтегрованій системі, призначеній для обміну між гравцями своїми творіннями.

## Маркетинг

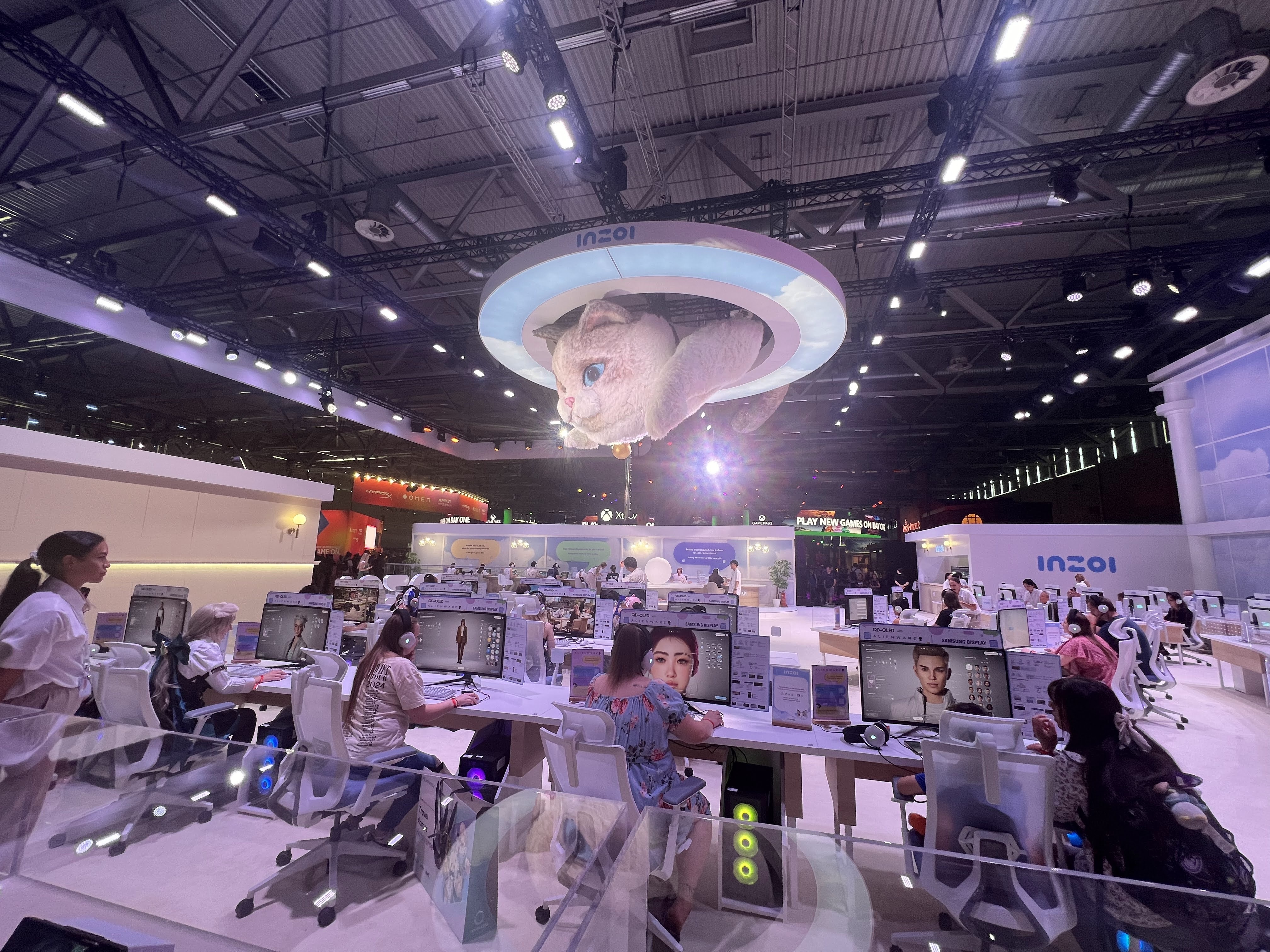
Стенд InZOI на Gamescom

Про InZOI вперше повідомили на виставці G-STAR 2023. Там демонструвалися створення персонажа, режим будівництва, редагування міста, навколишнє середовище, погода та основний ігровий процес. Зазначалося, що використання рушія Unreal Engine 5 пропонує реалістичну графіку.
28 травня 2024 року анонсували спільний конкурс між CLO Virtual Fashion та inZOI під назвою CONNECT x inZOI Every Style Tells a Story. Він тривав з 30 травня 2024 року до 12 липня 2024 року. Метою конкурсу було створити моду персонажів. Всього визначили 15 переможців.
21 серпня 2024 року в рамках презентації Krafton на виставці Gamescom 2024, що проходила в Кельні, Німеччина, був створений стенд inZOI, де відвідувачі могли спробувати гру. Стенд також рекламував співпрацю з Samsung Display, при цьому 13 їхніх концептуальних продуктів були відтворені всередині inZOI. Стенд був зроблений так, щоб нагадувати вигадану компанію AR COMPANY, присутню в грі, разом із великим муляжем маскота Psycat.
20 серпня 2024 року в Steam стала доступна програма для створення персонажів inZOI Character Studio. Вона лишалася доступною протягом обмеженого часу до 25 серпня 2024 року. На піку відвідуваності нею одночасно користувалися 18 тис. гравців.